# Mălăeștii de Sus, Prahova
Mălăeștii de Sus (mai vechi, Drumul ăl Mare, Ciobănești) este un sat în comuna Dumbrăvești din județul Prahova, Muntenia, România.
Localitatea a avut rang de comună din 1864 până în 1892.